# Protéinopathie
En médecine, les protéinopathies font référence à une classe de maladies dans lesquelles certaines protéines deviennent structurellement anormales et perturbent ainsi la fonction des cellules, des tissus et des organes du corps,. Souvent, les protéines ne parviennent pas à se replier dans leur configuration normale ; dans cet état mal replié, les protéines peuvent devenir toxiques  (en acquérant de nouvelles fonctions indésirées par mutation) ou perdre leur fonction normale. Les protéinopathies (également connues sous le nom de  troubles de conformation des protéines ou de maladies de repliement protéique) comprennent des maladies telles que la maladie de Creutzfeldt-Jakob et autres maladies à prions, la maladie d'Alzheimer, de Parkinson, les amyloses, l'atrophie multisystématisée, et un large éventail d'autres troubles,,,,. Le terme anglais proteopathy a été proposé pour la première fois en 2000 par Lary Walker et Harry LeVine.
Le concept de protéinopathie trouve ses origines au milieu du XIXe siècle, lorsque, en 1854, Rudolf Virchow a inventé le terme amyloïde (« en forme d'amidon ») pour décrire une substance dans les corps cérébraux qui présentait une réaction chimique ressemblant à celle de la cellulose. En 1859, Friedreich et Kekulé ont démontré que, plutôt que de se composer de cellulose, « l'amyloïde » est en fait riche en protéines. Des recherches ultérieures ont montré que de nombreuses protéines différentes peuvent former des substances amyloïdes et que toutes les substances amyloïdes présentent une biréfringence en lumière polarisée croisée après coloration avec le colorant rouge Congo, ainsi qu'une ultrastructure fibrillaire vue au microscope électronique . Cependant, certaines lésions protéiniques sont dépourvues de biréfringence et contiennent peu ou pas de fibrilles amyloïdes classiques, comme les dépôts diffus de protéine bêta (Aβ) amyloïde dans le cerveau des personnes atteintes de la maladie d'Alzheimer. En outre, il a été mis en évidence que de petits agrégats de protéines non fibrillaires connus sous le nom d'oligomères seraient toxiques pour les cellules d'un organe affecté, et que les protéines amyloïdogènes sous leur forme fibrillaire pouvaient être relativement bénignes,.

## Mécanisme biochimique

Représentation schématique du contrôle de la qualité des protéines dans le réticulum endoplasmique. La protéine linéaire dépliée introduite dans le RE via une protéine de transport commence à se replier à l'aide de chaperons (non représentés). S'il est reconnu comme correctement plié par le contrôle de qualité des protéines, il est retiré du RE via une vésicule. Les protéines mal pliées sont canalisées dans le cytosol via une protéine de transport, où elles sont décomposées en fragments dans un protéasome. Les agrégats amorphes peuvent également être décomposés par autophagocytose.

Dans la plupart des cellules de tous les organismes, les protéines les plus diverses sont constamment produites au cours de la synthèse des protéines, qui remplissent une grande variété de fonctions dans la cellule et dans tout l'organisme. Pour qu'une protéine fonctionne correctement, sa structure tertiaire est d'une importance cruciale. Cette structure est obtenue grâce à un processus appelé repliement des protéines. Le repliement des protéines est un processus complexe et délicat. Le contrôle de la qualité des protéines est responsable du repliement correct des protéines supervisé. Statistiquement, environ 30 % de toutes les protéines issues de la biosynthèse des protéines sont incorrectement repliées et sont normalement décomposées dans le protéasome de la cellule en une dizaine de minutes,.  L'accumulation de protéines incorrectement repliées dans le réticulum endoplasmique conduit, en réponse au stress engendré dans le RE, à un signal de réponse des protéines dépliées (UPR), associées notamment à  une suppression de la traduction et à une synthèse accrue de chaperons .
Une seule molécule de protéine mal repliée n'est pas responsable des images cliniques graves de maladies de mauvais repliement des protéines. Pour que cela se produise, de grandes quantités de ces protéines doivent être produites ou le nombre de molécules correctement repliées doit être réduit. Dans le cas des prions, cela se produit parce qu'une molécule mal repliée au contact d'une molécule correctement pliée provoque le dépliement de la molécule « correcte ».
Les protéines défectueuses sont également appelées produits ribosomaux défectueux ((en) Defective ribosomal products ou DRiPs).

## Physiopathologie
Dans la plupart des protéinopathies, sinon toutes, un changement du repliement tridimensionnel (conformation) augmente la tendance d'une protéine spécifique à se lier à elle-même. Sous cette forme agrégée, la protéine résiste à la clairance et peut interférer avec la capacité normale des organes affectés. Dans certains cas, un mauvais repliement de la protéine entraîne une perte de sa fonction habituelle. Par exemple, la mucoviscidose  est causée par une anomalie de la protéine CFTR et dans la sclérose latérale amyotrophique et la dégénérescence lobaire frontotemporale (FTLD), certaines protéines de régulation génique s'agrègent de manière inappropriée dans le cytoplasme, et sont donc incapables d'accomplir leurs tâches normales au sein du noyau,. Les  protéines partageant une caractéristique structurelle commune connue sous le nom de squelette polypeptidique, elles ont toutes le potentiel de mal se replier dans certaines circonstances. Cependant, seul un nombre relativement faible de protéines est lié à des troubles protéopathiques, probablement en raison de particularités structurelles des protéines vulnérables. Par exemple, les protéines qui sont normalement dépliées ou relativement instables en tant que monomères sont plus susceptibles de se replier en une conformation anormale. Dans presque tous les cas, la configuration moléculaire causant la maladie implique une augmentation des feuillets bêta dans la structure secondaire de la protéine,. Il a été démontré que les protéines anormales dans certaines protéinopathies peuvent se replier sous différentes formes tridimensionnelles ; ces structures protéiniques variantes sont définies par leurs différentes propriétés pathogènes, biochimiques et conformationnelles. Elles ont été particulièrement étudiées dans le cadre des maladies à prions et sont appelées souches protéiques,

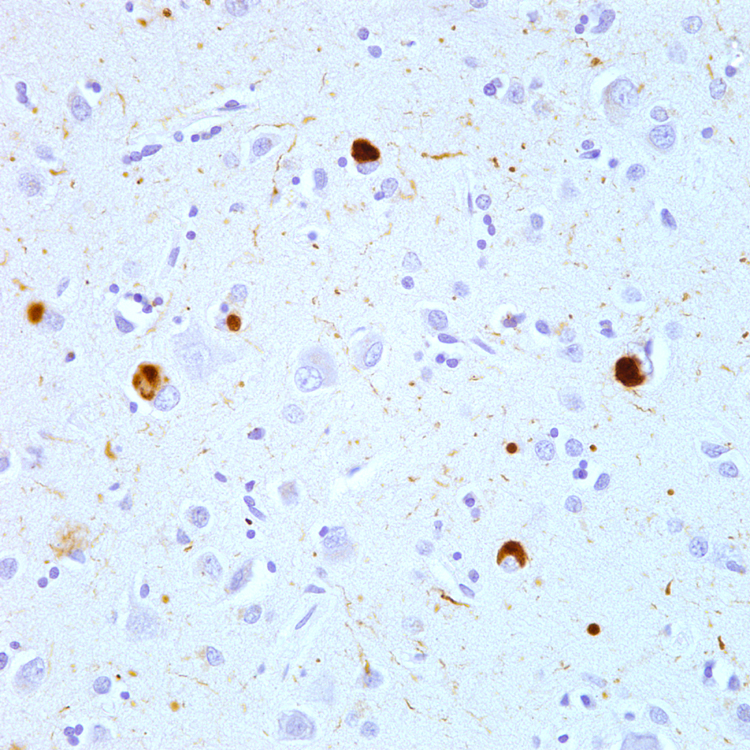
Micrographie de l'α-synucléine immunocolorée (marron) dans les corps de Lewy (gros amas) et les neurites de Lewy (structures filiformes) dans le cortex cérébral d'un patient atteint de la maladie à corps de Lewy, une synucléinopathie. Objectif de microscope 40X.

La probabilité qu'une protéinopathie se développe est augmentée par certains facteurs de risque qui favorisent l'auto-assemblage d'une protéine. Ceux-ci incluent des changements déstabilisants dans la séquence d'acides aminés primaire de la protéine, des modifications post-traductionnelles (telles que l'hyperphosphorylation ), des changements de température ou de pH, une augmentation de la production d'une protéine ou une diminution de sa clairance ,,. L'âge avancé est un facteur de risque important  comme le traumatisme crânien,. Dans le cerveau vieillissant, plusieurs protéinopathies peuvent se cumuler Par exemple, en plus de la tauopathie et de l'Aβ-amyloïdose (qui coexistent en tant que caractéristiques pathologiques clés de la maladie d'Alzheimer), de nombreux patients atteints d'Alzheimer présentent une synucléinopathie concomitante (corps de Lewy) dans le cerveau

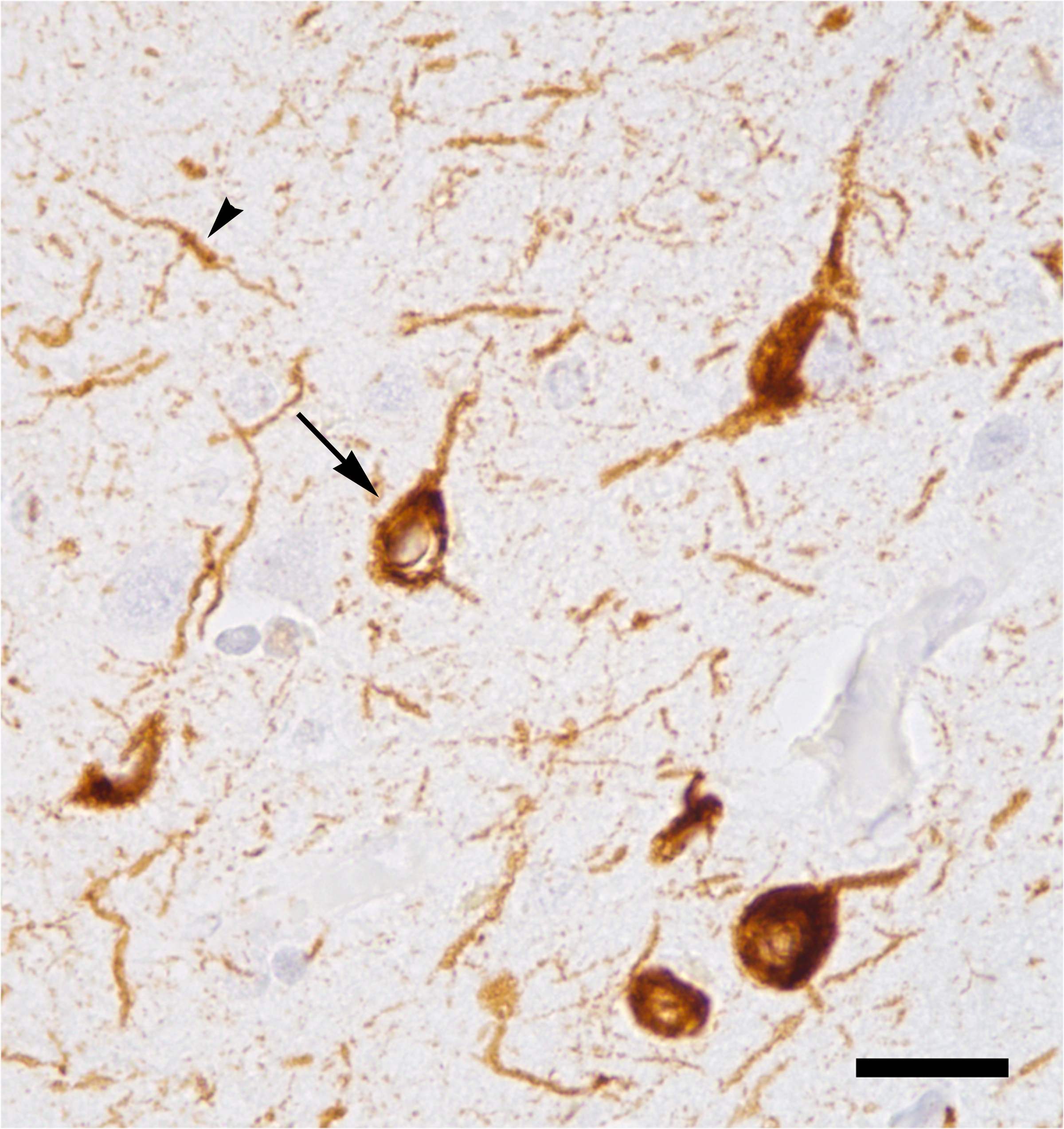
Micrographie de la tauopathie (en brun) dans un corps de cellule neuronale (flèche) et processus (pointe de flèche) dans le cortex cérébral d'un patient atteint de la maladie d'Alzheimer. Barre = 25 microns (0,025 mm).

On suppose que les chaperons et les co-chaperons (protéines qui aident au repliement des protéines) peuvent agir comme antagonistes de la protéinotoxicité pendant le vieillissement et dans les maladies de mauvais repliement des protéines pour maintenir la protéinostase,, .

## Contamination
Certaines protéines peuvent être amenées à former des assemblages anormaux par exposition à une protéine identique (ou similaire) qui s'est repliée dans une conformation causant la maladie, un processus appelé « ensemencement » ou « modèle permissif »,. De cette manière, l'état pathologique peut être provoqué chez un hôte sensible par l'introduction d'un extrait de tissu malade d'un donneur porteur. La forme la plus connue d'une telle protéinopathie inductible est la maladie à prion, qui peut être transmise par exposition d'un organisme hôte à une protéine prion purifiée dans une conformation pathogène,. Il existe maintenant des preuves que d'autres protéinopathies peuvent être induites par un mécanisme similaire, y compris l'amylose Aβ , l'amylose A (AA) , l'amylose apolipoprotéine AII, les tauopathies, la synucléinopathie ,, ,, et les agrégations de superoxyde dismutase -1 (SOD1),, de polyglutamine,, et de TAR DNA-binding protein-43 (TDP-43). Pour toutes ces raisons, Stanley Prusiner suggère de ne pas utiliser le terme de graine protinéopathique, mais d'englober toutes les protéines agrégées qui adoptent des formes alternatives et subissent une auto-propagation sous la nomenclature globale de prions.

Dans tous ces cas, une forme aberrante de la protéine elle-même semble être l'agent pathogène. Dans certains cas, le dépôt d'un type de protéine peut être induit expérimentalement par des assemblages agrégés d'autres protéines riches en structure en feuillet β, probablement en raison de la complémentarité structurelle des molécules protéiques. Par exemple, l'amylose AA peut être stimulée chez la souris par des macromolécules aussi diverses que la soie, l'amyloïde de levure Sup35 et les fibrilles de curli de la bactérie Escherichia coli . L'amyloïde AII peut être induite chez la souris par une variété de fibrilles amyloïdes riches en feuillets β, et les tauopathies cérébrales peuvent être induites par des extraits de cerveau riches en Aβ agrégé. Il existe également des preuves expérimentales d'un ensemencement croisé entre la protéine prion et l'Aβ. En général, un tel ensemencement hétérologue est moins efficace que l'ensemencement par une forme corrompue de la même protéine. 

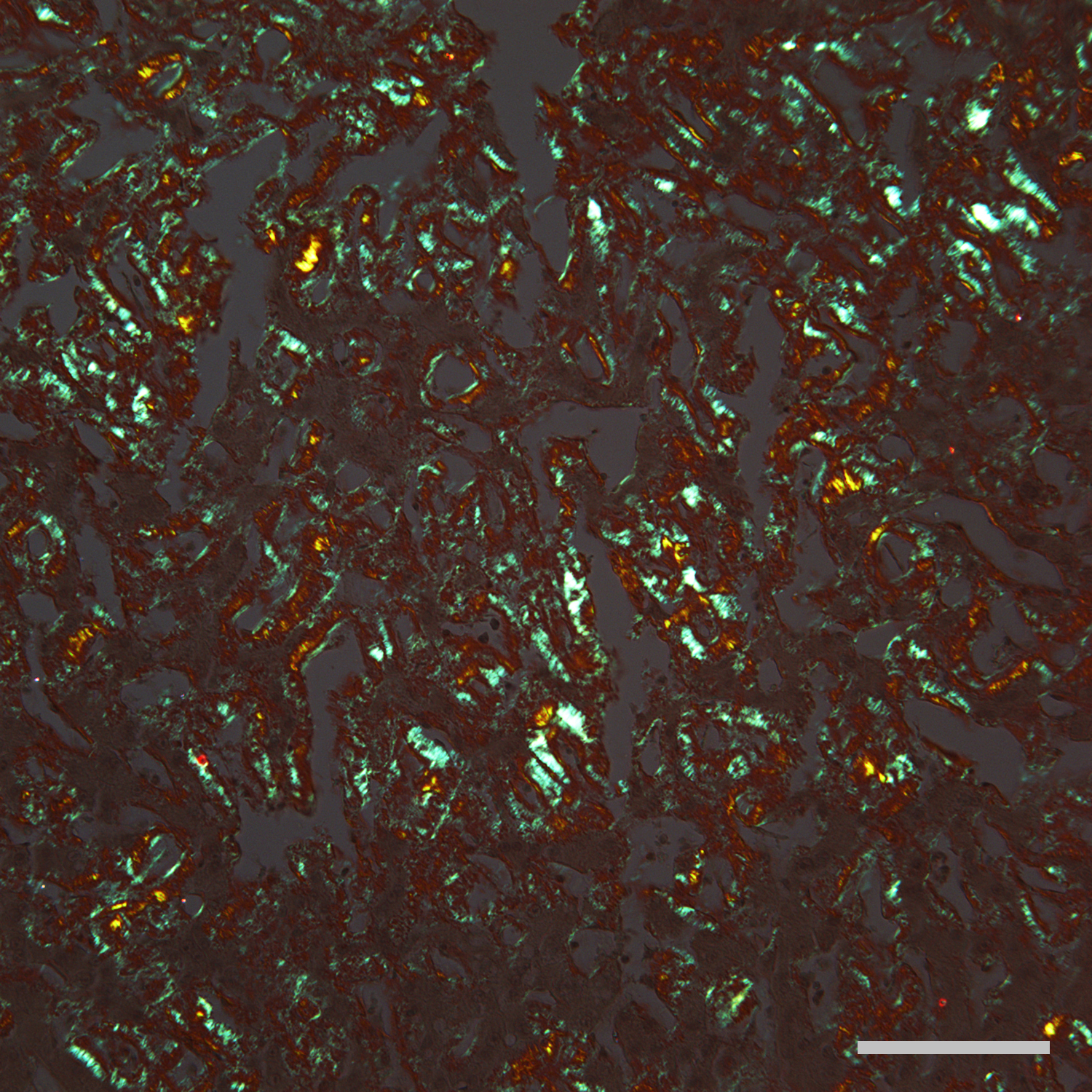
Micrographie de l'amyloïde dans une section de foie qui a été colorée avec le colorant rouge Congo et vue avec des filtres polarisants croisés, donnant une biréfringence orange-verdâtre typique. Objectif de microscope 20X; la barre d'échelle est de 100 microns (0,1 mm).

## Liste de protéinopathies
| Protéinopathie                                                                          | Principale protéine précurseure                                  |
| Différentes tauopathies (en) dont :                                                     | Protéine tau                                                     |
| Maladie d'Alzheimer (tauopathie)                                                        | Bêta-amyloïde ; protéine Tau                                     |
| Dégénérescence lobaire frontotemporale (FTLD) (Ubi+, Tau-)                              | TDP-43                                                           |
| FTLD–FUS                                                                                | {Protéine FUS                                                    |
| Encéphalopathie TDP-43 à prédominance limbique liée à l'âge                             | TDP-43 (en).                                                     |
| Angiopathie amyloïde cérébrale                                                          | β-amyloïde                                                       |
| Glaucome à cellule ganglionnaire rétinienne                                             | β-amyloïde                                                       |
| Multiples maladies à prions                                                             | Prion                                                            |
| Maladie de Parkinson et autres synucléinopathies                                        | α-Synucléine                                                     |
| Sclérose latérale amyotrophique (ALS),                                                  | Superoxyde dismutase, TDP-43, FUS, C9ORF72, ubiquilin-2 (UBQLN2) |
| Maladie de Huntington and autres maladies à trinucléotide répété (en),                  | Glutamine avec Répétitions en tandem                             |
| Démence familiale britannique (ABri)                                                    | BRI-2                                                            |
| Démence familiale danoise (ADan)                                                        | ADan/BRI-2                                                       |
| Hémorragie cérébrale avec amylose (forme islandaise)(HCHWA-I)                           | Cystatine C                                                      |
| CADASIL                                                                                 | Notch3                                                           |
| Maladie d'Alexander                                                                     | Protéine acide fibrillaire gliale (GFAP)                         |
| maladie de Pelizaeus-Merzbacher                                                         | Protéine protéolipidique 1 (en) (PLP1)                           |
| Seipinopathies                                                                          | Seipine (en)                                                     |
| Amylose à transthyrétine (Neuropathie amyloïdique familiale, amylose sénile systémique) | Transthyrétine                                                   |
| Serpinopathies                                                                          | Serpines                                                         |
| Amylose AL (à chaine légère)                                                            | chaînes légères (en) d'immunoglobuline monoclonale               |
| Amylose AH (à chaine lourde)                                                            | Chaîne lourde d'Immunoglobuline                                  |
| AA                                                                                      | Protéine amyloïde A                                              |
| Diabète de type II                                                                      | Amyline (IAPP)                                                   |
| AMed (Amylose aortique de la media)                                                     | Medin (lactadhérine)                                             |
| Alect2                                                                                  | LECT2 (en),                                                      |
| ApoAI                                                                                   | Apolipoprotéine A1                                               |
| ApoAII                                                                                  | Apolipoprotéine AII                                              |
| ApoAIV                                                                                  | Apolipoprotéine AIV                                              |
| ALys                                                                                    | Lysozyme                                                         |
| AFibr                                                                                   | Fibrinogène                                                      |
| Aβ2M dont amylose de dialyse                                                            | Bêta-2 microglobuline                                            |
| myosite à inclusions (IBM)/myopathie                                                    | Amyloïde β                                                       |
| Cataractes                                                                              | Cristalline                                                      |
| Rétinite pigmentaire avec mutations de la rhodopsine                                    | rhodopsine                                                       |
| carcinome médulaire thyroïdien                                                          | Calcitonine                                                      |
| AANF Amylose cardiaque auriculaire                                                      | Facteur natriurétique auriculaire                                |
| APro Prolactinome, hypophyse sénile                                                     | Prolactine                                                       |
| AKer Dystrophie cornéenne grillagée, héréditaire                                        | TGFBI (en) (Kerato-épithéline)                                   |
| Amyose du lichen cutané,                                                                | Keratine                                                         |
| Corps de Mallory                                                                        | Filaments intermédiaires de kératine                             |
| ALac Amylose lactoferrine (Cornée)                                                      | Lactoferrine                                                     |
| Protéinose alvéolaire pulmonaire                                                        | Protéine surfactante C (en) (SP-C)                               |
| AOAAP (Tumeur de Pindborg (en))                                                         | ODAM (en)                                                        |
| ASem1 (amylose de la vésicule séminale)                                                 | Semelogeline (en)                                                |
| AApoC2                                                                                  | Apolipoprotéine C-II (ApoC2)                                     |
| AApoC2                                                                                  | Apolipoprotéine C-III (ApoC3)                                    |
| AIns                                                                                    | Insuline                                                         |
| AGal7 (amylose primaire cutanée de Galectine-7)                                         | Galectine-7 (Gal7)                                               |
| ACor                                                                                    | Cornéodesmosine                                                  |
| AGel, dont amylose familiale de type finnois (en)                                       | Gelsoline                                                        |
| AEnf (Amylose pharmaceutique locale d'Enfurvirtide)                                     | Enfuvirtide                                                      |
| Myopathie                                                                               | protéine CFTR                                                    |
| Drépanocytose                                                                           | Hémoglobine                                                      |

### Groupe des amyloses
Il existe différentes protéines concernées dans le groupe des amyloses— qui sont désormais préférentiellement désignées sous la forme « A + nom de la protéine précurseur ». L'amylose AL (en) est associée à des fragments d'immunoglobulines appelés chaîne légère (en). L'amylose familiale de type finnois (en), une maladie rare identifiée chez 400 à 600 Finlandais, résulte de la protéolyse aberrante d'une forme mutante de la gelsoline plasmatique (en) (pGSN).

## Traitements
Le développement de traitements efficaces pour de nombreuses protéinopathies est un défi,. Parce que les protéopathies impliquent souvent différentes protéines provenant de différentes sources, les stratégies de traitement doivent être adaptées à chaque trouble ; cependant, les approches thérapeutiques générales comprennent le maintien de la fonction des organes affectés, la réduction de la formation des protéines pathogènes, la prévention du mauvais repliement ou de l'agrégation des protéines, ou la favorisation de leur élimination,. Par exemple, dans la maladie d'Alzheimer, les chercheurs cherchent des moyens de réduire la production de la protéine Aβ associée à la maladie en inhibant les enzymes qui la libèrent de sa protéine mère. Une autre stratégie consiste à utiliser des anticorps pour neutraliser des protéines spécifiques par immunisation active ou passive. Dans certaines protéinopathies, l'inhibition des effets toxiques des oligomères protéiques peut être bénéfique. L'amylose A (AA) peut être réduite en traitant l'état inflammatoire qui augmente la quantité de protéines dans le sang (appelée amyloïde sérique A ou SAA). Dans l'amylose à chaînes légères d'immunoglobulines (amylose AL), la chimiothérapie peut être utilisée pour réduire le nombre de cellules sanguines qui fabriquent la protéine de chaîne légère qui forme l'amyloïde dans divers organes. L'amylose à transthyrétine (ATTR) résulte du dépôt de transthyrétine (TTR) mal repliée dans plusieurs organes. Étant donné que la TTR est principalement produite dans le foie, l'amylose à TTR peut être ralentie dans certains cas héréditaires par transplantation hépatique. L'amylose à TTR peut également être traitée en stabilisant les assemblages normaux de la protéine (appelés tétramères car ils se composent de quatre molécules TTR liées ensemble). La stabilisation empêche les molécules de TTR individuelles de s'échapper, de mal se replier et de s'agréger en fibres amyloïde,
Plusieurs autres stratégies de traitement des protéinopathies sont à l'étude, notamment des petites molécules et des médicaments biologiques tels que de petits ARN interférents, des oligonucléotides antisens, des peptides et des cellules immunitaires modifiées,,,. Dans certains cas, plusieurs agents thérapeutiques peuvent être combinés pour améliorer l'efficacité.